# Dolmen von Briande
Als Dolmen von Briande werden zwei Megalithanlagen bezeichnet, die südlich von Arçay bei Loudun im Département Vienne in Frankreich liegen. Dolmen ist in Frankreich der Oberbegriff für neolithische Megalithanlagen aller Art (siehe: Französische Nomenklatur).

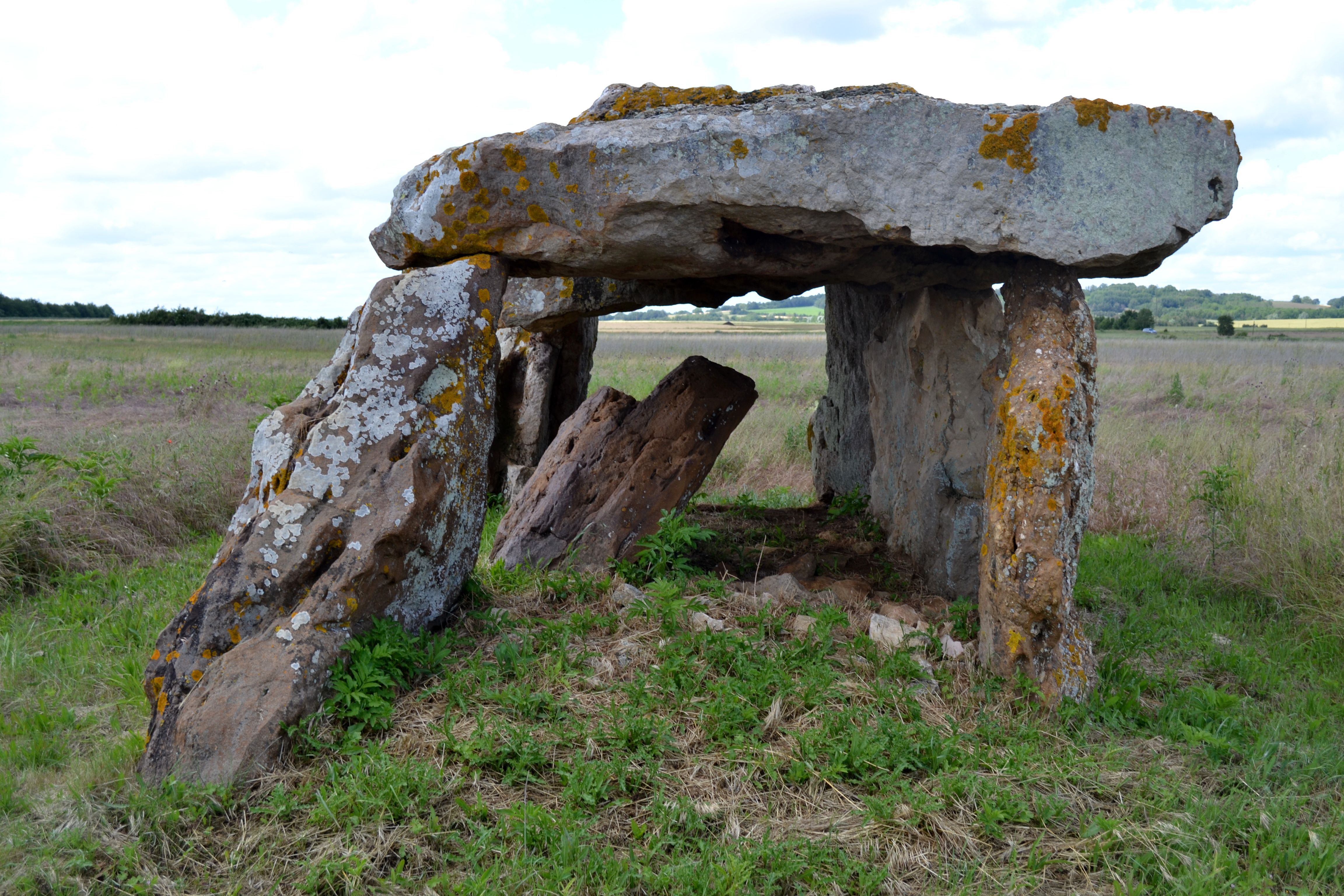
Dolmen von Briande

## Beschreibung
Der nördliche Dolmen von Briande 1 (46° 57′ 1″ N, 0° 1′ 3″ O) liegt etwa 250 m östlich des großen Tumulus von Chassigny, in Richtung des Hofes Roche Briande. Der etwa 6,0 Meter lange, 2,0 Meter breite und hohe Dolmen hat drei Decksteine, die auf drei Tragsteinpaaren ruhen.
Der südlich gelegene Dolmen von Briande 2 (46° 56′ 47″ N, 0° 1′ 4″ O) ist ein Dolmen vom „Type angevin“ mit vorgesetztem Portal, dessen zusammengebrochene Überreste im Südosten liegen. Die etwa 5,0 m × 3,0 m messende Kammer war mit einem einzigen großen Deckstein bedeckt, der einseitig heruntergefallen ist.

Dolmen von Briande
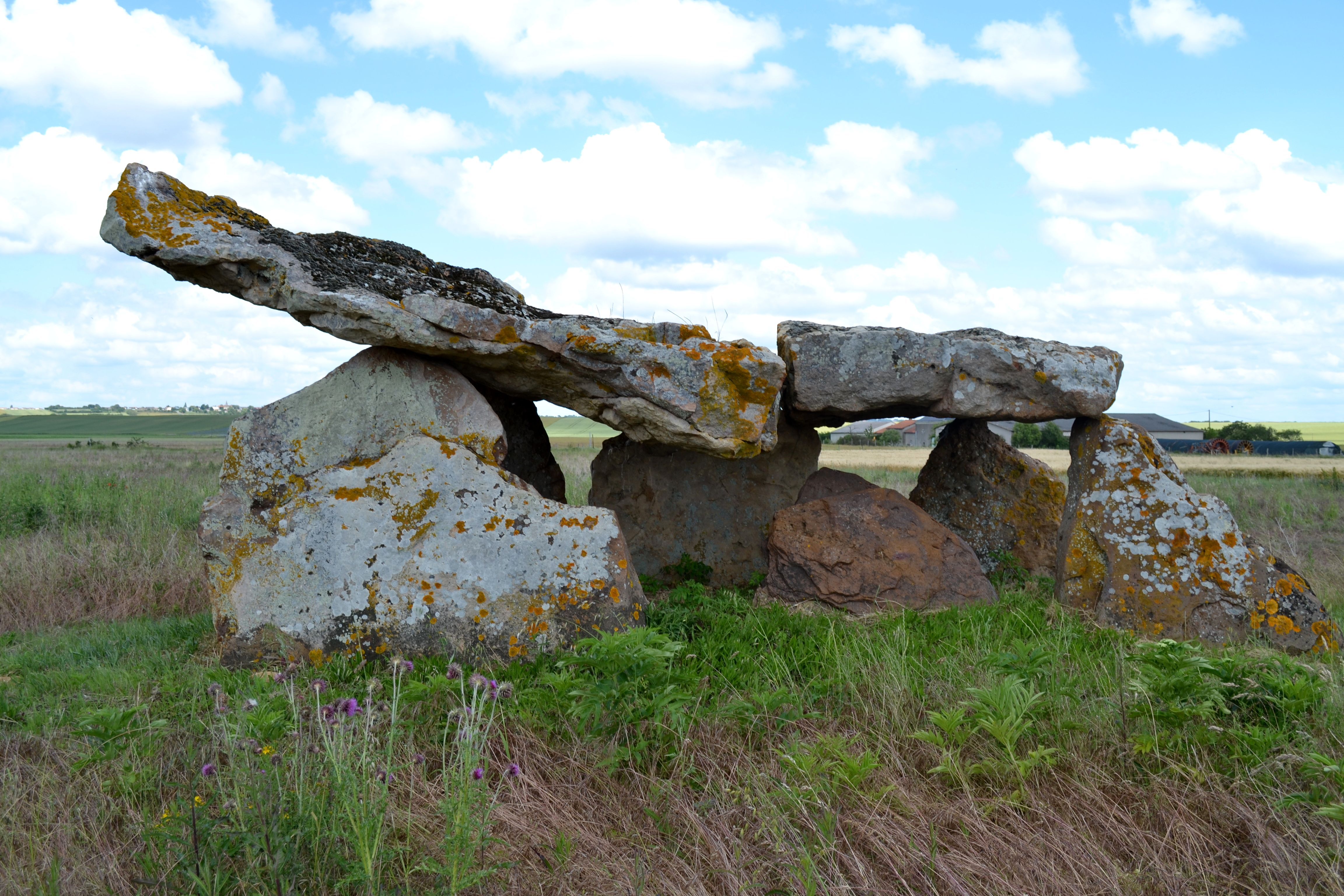
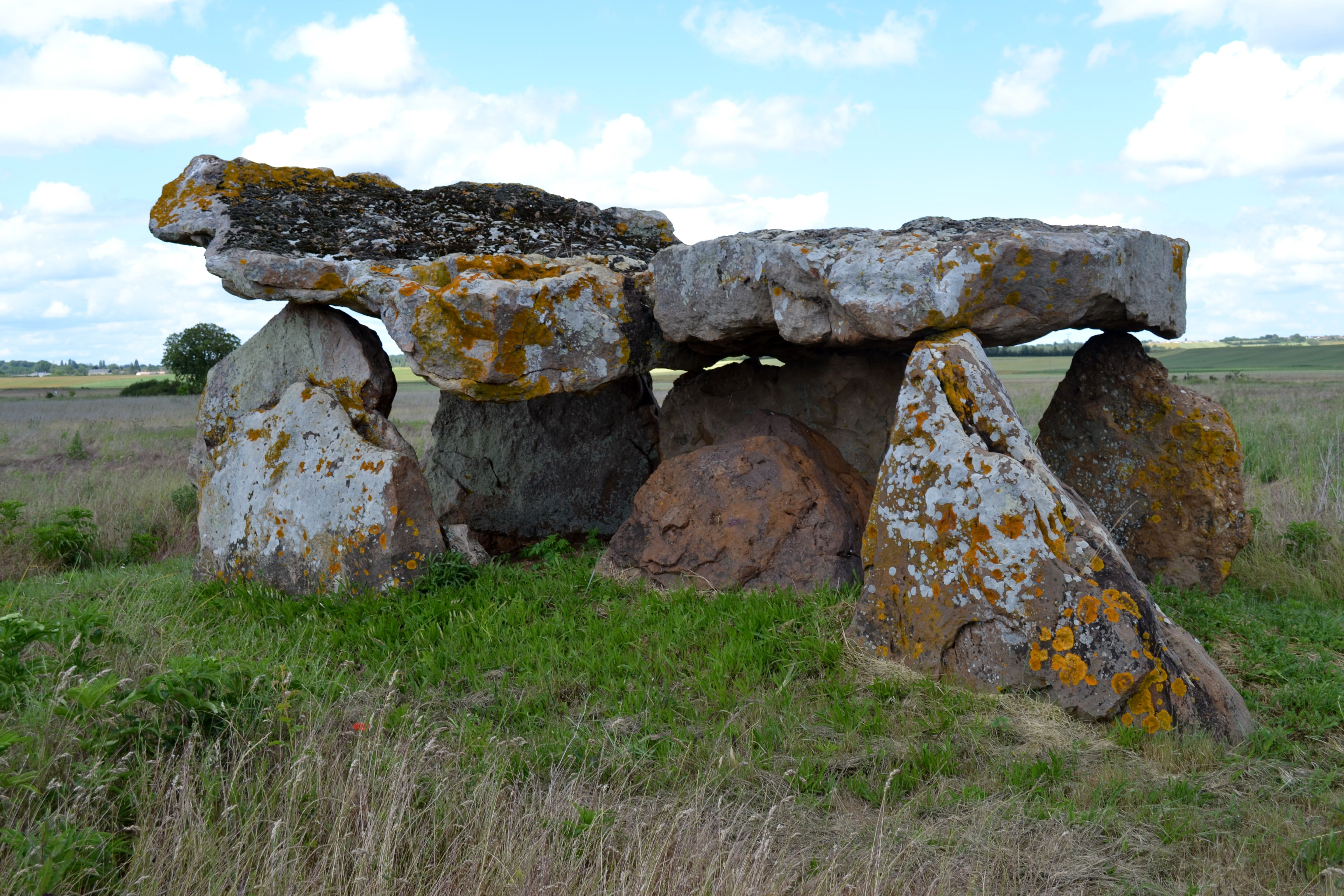
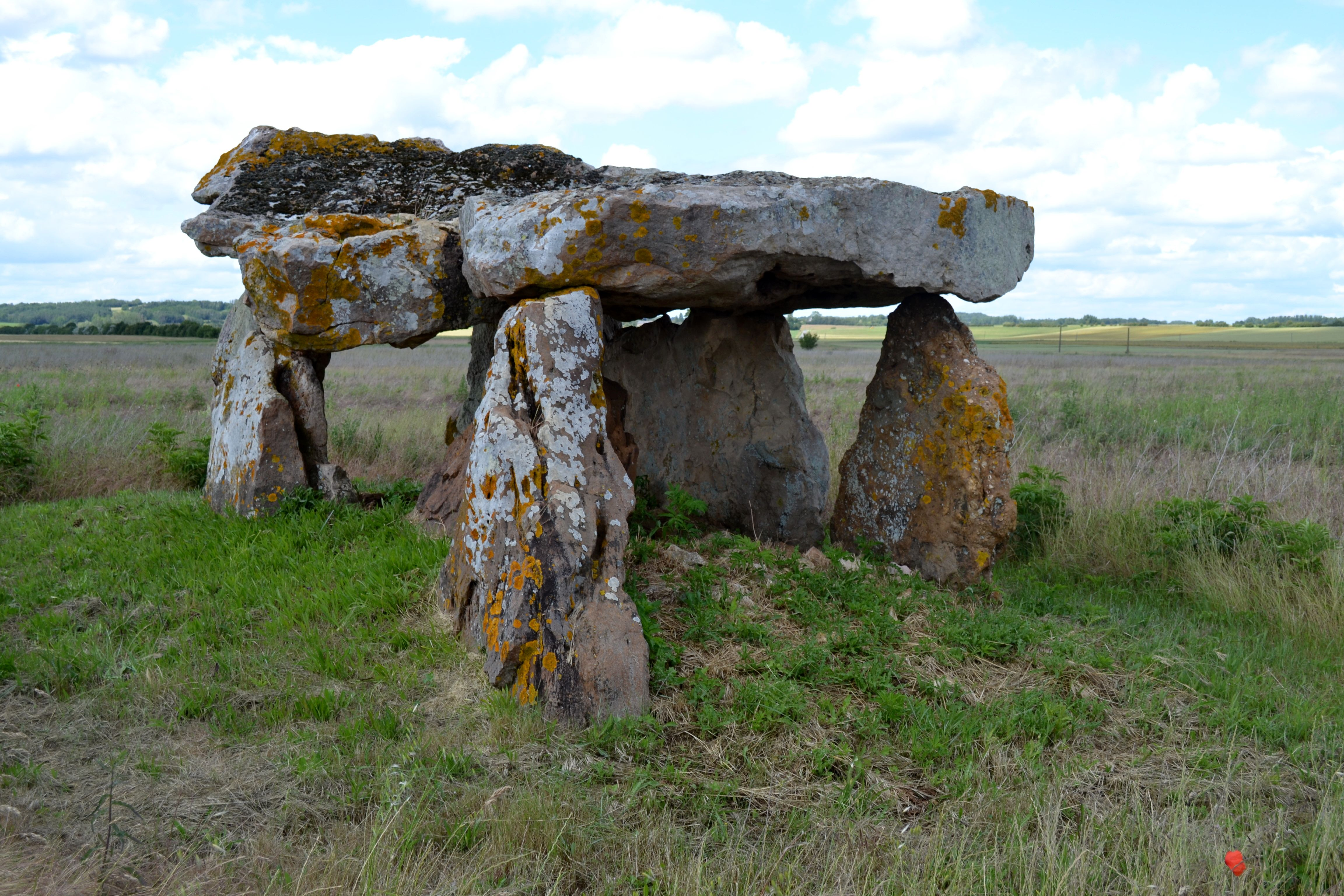

Der Dolmen 1 ist seit 1978 und der Dolmen 2 seit 1980 als Monument historique geschützt.

## Anmerkung
1. ↑  Der Dolmen angevin ist eine Allée couverte vom Typ Loire mit (eingezogenem) Trilithenportal als Eingang.